# 公文克彦
公文 克彦（くもん かつひこ、1992年3月4日 - ）は、高知県安芸郡芸西村出身の元プロ野球選手（投手）。左投左打。

## 経歴

### プロ入り前
芸西村立芸西小学校で野球を始め、左利きということもあって主に一塁と外野を守り、地肩の強さを買われて投手を務めることもあった。芸西村立芸西中学校でも主に一塁と外野を守ったが、中学時代終盤から本格的に投手を務めるようになった。
高知高等学校では2年時に夏の甲子園に出場。広陵との1回戦にて、5点ビハインドの6回表から登板し、その後チームが同点に追いついたものの、連続四死球の後に適時打を打たれるなど、8回表に3失点を喫してチームも敗れた。3年時はエースとして夏の甲子園に出場し、如水館との1回戦は史上初となる2日連続雨天ノーゲームとなった。8月11日の試合では3日連続の登板となったが、160球を投げ抜き、14奪三振3失点という内容で完投勝利を収めた。常葉橘との2回戦にも先発したが、6回までに7点を失って右翼手に回り、チームは6-7で敗れた。野球部の同期には木下拓哉がおり、バッテリーを組んでいた。
高校卒業後は大阪ガスへ入社し、2年目の都市対抗ではNTT西日本の補強選手として出場。3年目の都市対抗ではパナソニックの補強選手として出場した。この年の8月に部員や部OB社員による賭博行為が発覚し、8月31日から6か月の対外試合禁止処分がチームに対して下されたため、日本選手権などには出場できなかった。
2012年10月25日に開催されたドラフト会議にて、読売ジャイアンツから4位指名を受けた。11月21日に契約金5000万円・年俸1000万円（いずれも金額は推定）で入団に合意した。背番号は57。

### 巨人時代

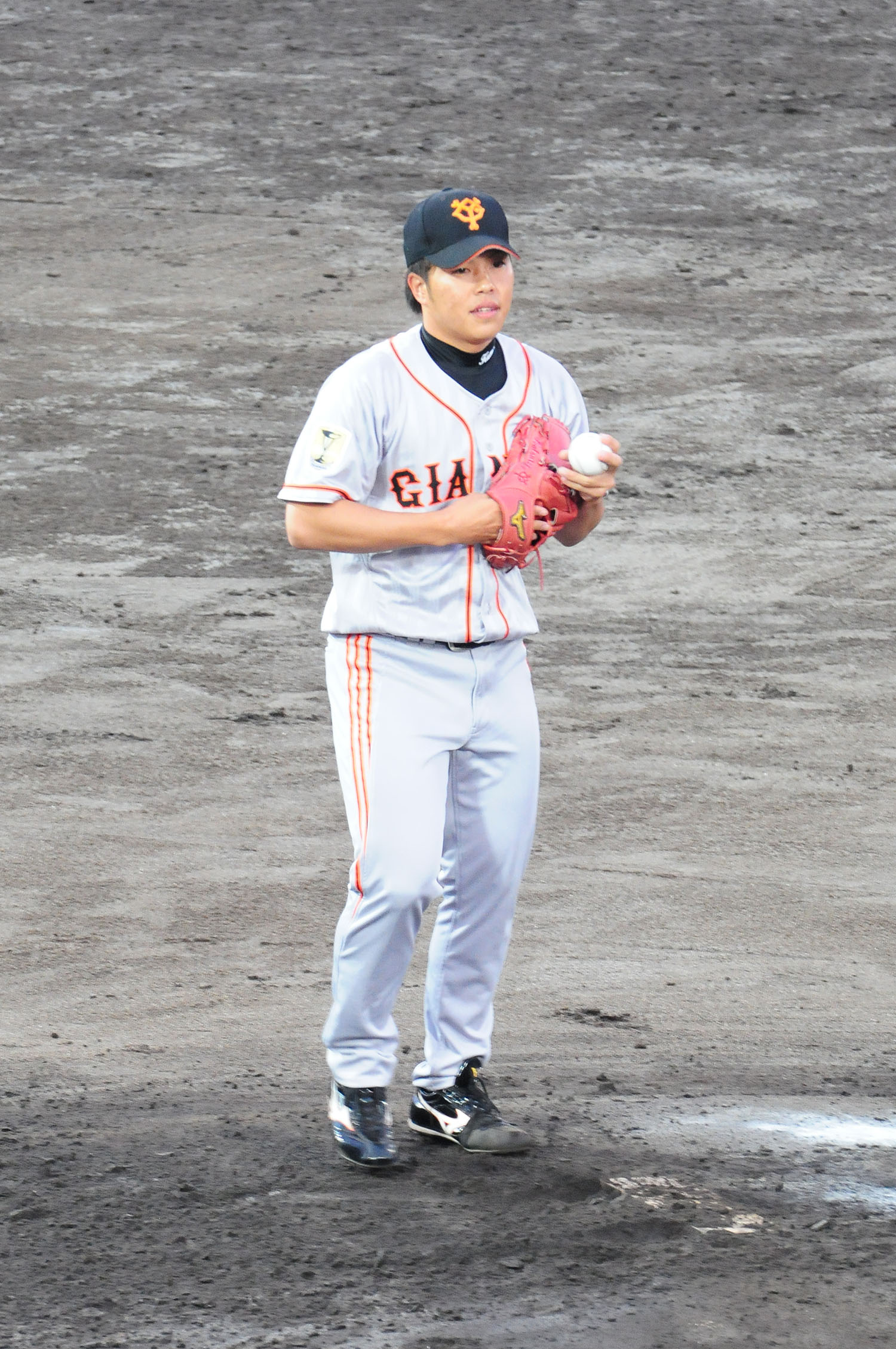
巨人時代（2013年7月18日、こまちスタジアムにて）

2013年は開幕を二軍で迎え、イースタン・リーグで主にリリーフとして起用された。同リーグではチーム2位の45試合に登板し、0勝5敗1セーブ・防御率2.68という成績を残すと、9月25日に出場選手登録。同日の東京ヤクルトスワローズ戦でプロ初登板となり、1イニングを無失点に抑えた。ルーキーイヤーは一軍で3試合に登板して防御率0.00という成績であり、オフに現状維持となる推定年俸1000万円で契約を更改した。
2014年はイースタン・リーグで31試合に登板したが、防御率5.82と振るわず、一軍登板が無くシーズンを終えた。オフに100万円減となる推定年俸900万円で契約を更改した。
2015年はイースタン・リーグで44試合に登板して防御率1.78、30回2/3を投げて被安打19・与四球11と好成績を残したものの、一軍では高木京介と戸根千明が左のリリーフとして活躍していたため、この年も一軍登板が無くシーズンを終えた。シーズン終了後には、踏み出す右足がクロスステップする特徴を生かすため、投球フォームをサイドスローに変更した。オフに50万円減となる推定年俸850万円で契約を更改した。
2016年は開幕を二軍で迎えるも、4月22日に出場選手登録。翌23日の横浜DeNAベイスターズ戦で3シーズンぶりとなる一軍登板を果たすと、12試合の登板で防御率3.86を記録したものの、左肩の違和感で6月2日に出場選手登録を抹消された。抹消後の一軍昇格は果たせずにシーズンを終えた。

### 日本ハム時代

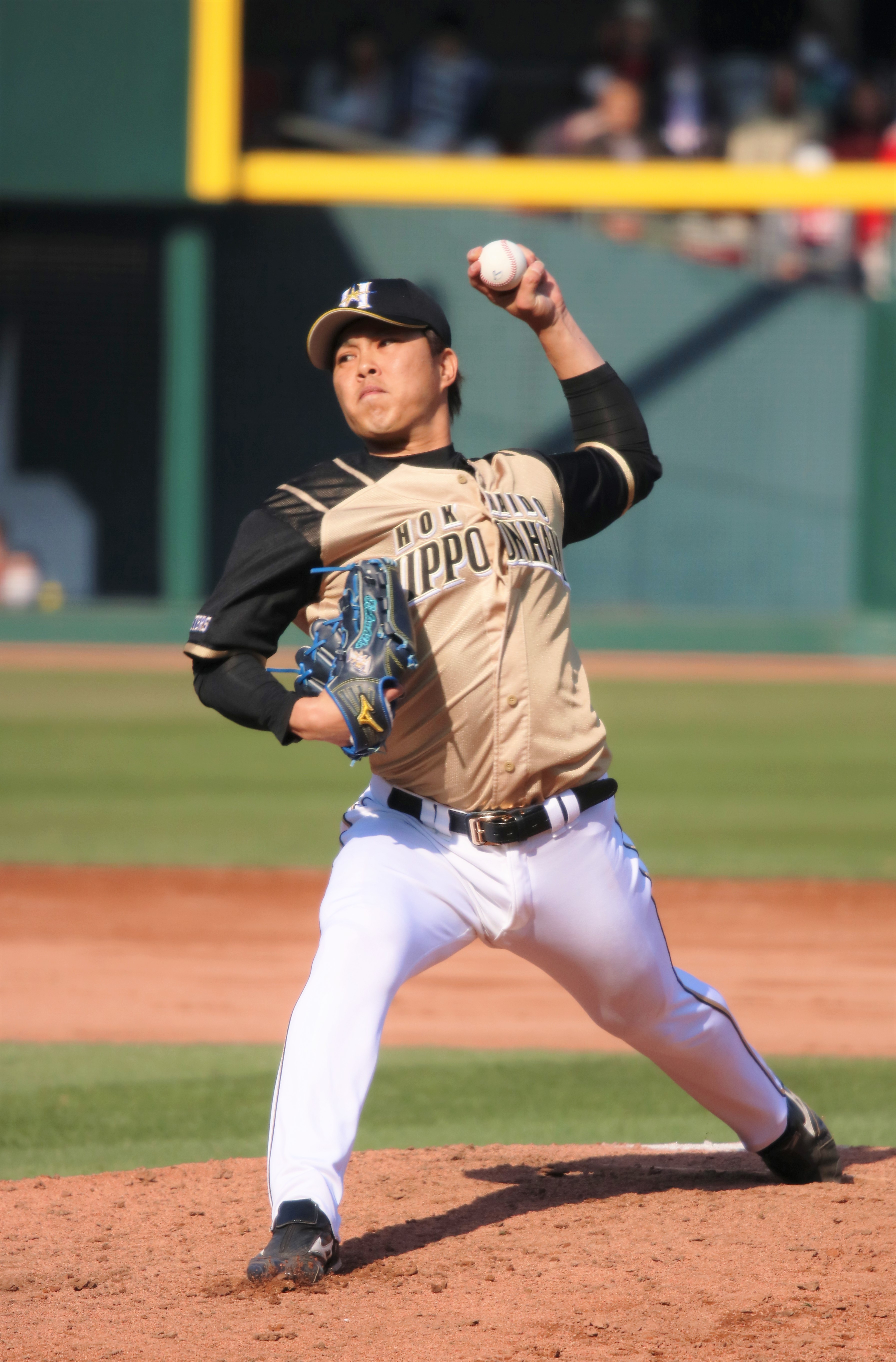
北海道日本ハムファイターズ時代
（2018年3月13日 マツダスタジアム）

2016年11月2日、吉川光夫・石川慎吾との交換トレードにより、大田泰示と共に北海道日本ハムファイターズへの移籍が発表された。同23日の契約更改交渉では50万円増となる推定年俸900万円でサイン。また、背番号が49となることも発表された。
2017年は初めて開幕を一軍で迎え、埼玉西武ライオンズとの開幕戦で秋山翔吾へのワンポイントとして移籍後初登板となり、空振り三振を奪った。4月20日のオリックス・バファローズ戦で一死も奪えずに3失点を喫し、翌21日に出場選手登録を抹消されたが、5月28日に再登録されると、6月14日の中日ドラゴンズ戦で同点の延長11回裏に登板し、1イニングを無失点に抑えると、チームが直後に2得点を奪って勝利したことで公文にプロ初勝利が記録された。7月22日に出場選手登録を抹消されたものの、9月9日に再登録されると、同21日の福岡ソフトバンクホークス戦でプロ初ホールドを記録。12試合連続無失点でシーズンを終え、この年は41試合の登板で3勝0敗3ホールド・防御率2.70という成績を残し、オフに830万円増となる推定年俸1730万円で契約を更改した。
2018年は2年連続で開幕を一軍で迎えたが、4月5日に出場選手登録を抹消された。ただ、同20日に再登録されると、その後は貴重な左腕としてブルペンを支えた。9月中旬に調子を落とし、9月27日に出場選手登録を抹消されたものの、10月10日に再登録され、ソフトバンクとのCSファーストステージでも2試合に登板し、いずれも無失点に抑えた。レギュラーシーズンではチーム最多の57試合に登板し、2勝0敗11ホールド・防御率2.17と好成績を収め、オフに2370万円増となる推定年俸4100万円で契約を更改した。
2019年はオープン戦から調子が上がらず、開幕を二軍で迎えた。4月10日に出場選手登録されると、同日のソフトバンク戦で1点リードの11回裏、二死一・二塁という場面から登板し、上林誠知を見逃し三振に打ち取ってプロ初セーブを挙げた。その後は6月に10日間の二軍再調整期間がありながらも、貴重な左腕として様々な場面でマウンドに上がった。8月29日の西武戦では1イニングを3者凡退に抑え、高木京介が保持していたデビューからの連続試合無敗のプロ野球記録（164試合連続）を更新した。この年は自己最多の61試合に登板し、2勝0敗17ホールド1セーブ・防御率3.96を記録。オフに1900万円増となる推定年俸6000万円で契約を更改した。
2020年は新型コロナウイルスの影響で開幕延期・120試合制の短縮シーズンとなったが、6月19日の開幕を一軍で迎えた。7月11日のオリックス戦で同点の8回裏から登板するも、一死二・三塁のピンチを作ると、高くバウンドしたピッチャーゴロをファンブル。本塁へ送球したが、これがフィルダースチョイスとなり、その後も適時打を打たれるなど、4点を失い敗戦投手。プロ初黒星を喫し、自身が持つデビューからの連続試合無敗のプロ野球記録が182試合連続で止まった。さらに同29日のオリックス戦での登板時に左足の違和感を訴え、翌7月30日に精密検査を受けると左足内転筋肉離れと診断された。同日に出場選手登録を抹消され、9月13日に一軍復帰。離脱前は15試合の登板で防御率4.97という成績であったが、復帰後は14試合で16失点と本来のピッチングからは程遠く、防御率が7.88までに悪化し、10月29日に出場選手登録を抹消された。そのまま二軍でシーズンを終え、この年は29試合の登板で0勝2敗8ホールド1セーブ・防御率7.88という成績にとどまり、オフに1000万円減となる推定年俸5000万円で契約を更改した。
2021年は開幕一軍を逃した。前半戦を終えて10試合の登板で防御率3.68であったが、7回1/3で被安打12・与四死球3と不安定な投球が続いていた。エキシビションマッチでも4試合の登板で防御率9.00、4イニングで被安打8と打ち込まれた。

### 西武時代
2021年8月12日、佐藤龍世・木村文紀との交換トレードにより、平沼翔太と共に埼玉西武ライオンズへの移籍が発表された。背番号は23。
一軍で左の中継ぎが武隈祥太に限られるチーム事情があり、早期の一軍昇格が期待されていたが、左肩のコンディション不良などがあり調整が遅れ、移籍後初の一軍昇格が9月16日までずれ込んだ。昇格後は主に左のワンポイントとして起用され、イニング途中からの登板も多かったが、前の投手が残した走者を還してしまう場面が目立った。移籍後は14試合に登板し、0勝0敗3ホールド・防御率0.79という成績であったが、オフに950万円減となる推定年俸4050万円で契約を更改した。
2022年は春季キャンプで左膝裏の肉離れをしてしまい、開幕を二軍で迎えた。4月17日の埼玉武蔵ヒートベアーズとの練習試合での実戦復帰以降は、二軍で数試合に登板したが、その後再び左膝裏を痛めてしまい、実戦登板から離れることとなった。6月26日の二軍戦で実戦再復帰を果たし、7月8日に出場選手登録。翌9日に体調不良を訴え、特例2022で登録抹消となったが、PCR検査で新型コロナウイルス陰性が確認されたことを受け、7月10日に再登録となり、同日の東北楽天ゴールデンイーグルス戦でシーズン初登板。ただ、7月12日に再び体調不良を訴え、特例2022で登録抹消となり、翌13日に新型コロナウイルス陽性判定を受けた。8月11日の一軍復帰以降はシーズン終了まで一軍に帯同し、この年は18試合の登板で0勝0敗7ホールド・防御率0.00という成績であった。オフに450万円減となる推定年俸3600万円で契約を更改した。
2023年は5月27日に出場選手登録され、同30日の阪神タイガース戦でシーズン初登板。続く6月4日のDeNA戦では同点の8回裏、二死一・三塁という場面で起用されたが、戸柱恭孝に決勝の適時内野安打を許した。同8日の中日戦では1回2安打1四球1失点という内容で翌9日に出場選手登録を抹消された。8月29日に再登録され、同31日の楽天戦で移籍後初勝利を挙げたが、9月12日のソフトバンク戦では同点の延長11回表から登板するも、打者5人に対して1安打3四球。代わった本田圭佑が残った走者を還し、公文は1/3回を4失点で敗戦投手となった。翌13日に出場選手登録を抹消され、この年は7試合の登板で1勝1敗・防御率9.64という成績に終わり、10月4日に戦力外通告を受けた。球団からの通告発表と共に現役引退が表明され、「けがが多くて思うように投げられなかったことは本当に心残りですし、悔しいです。チームにもファンの皆さまにも申し訳なく思っています」とコメントを残した。

### 現役引退後
阪神タイガースと打撃投手として契約した。

## 選手としての特徴・人物

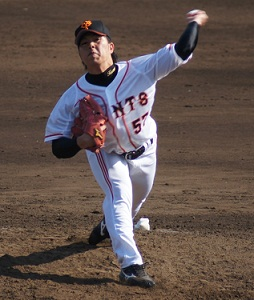
投球フォーム（巨人時代）

最速152km/hのストレートとスライダーが武器。プロ入りからは全て救援登板で、一軍での先発登板経験のないまま引退した。
小学校時代は、阪神タイガースがキャンプをしている安芸市営球場まで練習見学に通っており、初めて貰えたサインは藤川球児からである。
2013年10月25日、社会人時代の2012年6月に左肩を痛め入院した際に知り合った看護師の女性と結婚した。

## 詳細情報

### 年度別投手成績
| 年 度     | 球 団     | 登 板 | 先 発 | 完 投 | 完 封 | 無 四 球 | 勝 利 | 敗 戦 | セ 丨 ブ | ホ 丨 ル ド | 勝 率 | 打 者 | 投 球 回 | 被 安 打 | 被 本 塁 打 | 与 四 球 | 敬 遠 | 与 死 球 | 奪 三 振 | 暴 投 | ボ 丨 ク | 失 点 | 自 責 点 | 防 御 率 | W H I P |
| --------- | --------- | ----- | ----- | ----- | ----- | -------- | ----- | ----- | -------- | ----------- | ----- | ----- | -------- | -------- | ----------- | -------- | ----- | -------- | -------- | ----- | -------- | ----- | -------- | -------- | ------- |
| 2013      | 巨人      | 3     | 0     | 0     | 0     | 0        | 0     | 0     | 0        | 0           | ----  | 13    | 3.0      | 4        | 0           | 1        | 0     | 0        | 4        | 0     | 0        | 0     | 0        | 0.00     | 1.67    |
| 2016      | 巨人      | 12    | 0     | 0     | 0     | 0        | 0     | 0     | 0        | 0           | ----  | 50    | 11.2     | 10       | 1           | 3        | 0     | 2        | 12       | 1     | 0        | 5     | 5        | 3.86     | 1.11    |
| 2017      | 日本ハム  | 41    | 0     | 0     | 0     | 0        | 3     | 0     | 0        | 3           | 1.000 | 154   | 36.2     | 39       | 2           | 8        | 2     | 2        | 33       | 2     | 0        | 11    | 11       | 2.70     | 1.28    |
| 2018      | 日本ハム  | 57    | 0     | 0     | 0     | 0        | 2     | 0     | 0        | 11          | 1.000 | 226   | 54.0     | 51       | 3           | 14       | 3     | 1        | 52       | 3     | 0        | 15    | 13       | 2.17     | 1.20    |
| 2019      | 日本ハム  | 61    | 0     | 0     | 0     | 0        | 2     | 0     | 1        | 17          | 1.000 | 213   | 52.1     | 41       | 5           | 18       | 3     | 1        | 31       | 1     | 0        | 24    | 23       | 3.96     | 1.13    |
| 2020      | 日本ハム  | 29    | 0     | 0     | 0     | 0        | 0     | 2     | 1        | 8           | .000  | 116   | 24.0     | 33       | 3           | 11       | 1     | 0        | 19       | 0     | 0        | 24    | 21       | 7.88     | 1.83    |
| 2021      | 日本ハム  | 10    | 0     | 0     | 0     | 0        | 0     | 0     | 0        | 0           | ----  | 34    | 7.1      | 12       | 1           | 2        | 0     | 1        | 6        | 0     | 1        | 3     | 3        | 3.68     | 1.91    |
| 2021      | 西武      | 14    | 0     | 0     | 0     | 0        | 0     | 0     | 0        | 3           | ----  | 43    | 11.1     | 8        | 0           | 3        | 0     | 0        | 8        | 0     | 0        | 1     | 1        | 0.79     | 0.97    |
| '21計     | 西武      | 24    | 0     | 0     | 0     | 0        | 0     | 0     | 0        | 3           | ----  | 77    | 18.2     | 20       | 1           | 5        | 0     | 1        | 14       | 0     | 1        | 4     | 4        | 1.93     | 1.34    |
| 2022      | 西武      | 18    | 0     | 0     | 0     | 0        | 0     | 0     | 0        | 7           | ----  | 36    | 9.0      | 5        | 0           | 5        | 0     | 1        | 8        | 0     | 0        | 0     | 0        | 0.00     | 1.11    |
| 2023      | 西武      | 7     | 0     | 0     | 0     | 0        | 1     | 1     | 0        | 0           | .500  | 25    | 4.2      | 7        | 0           | 5        | 0     | 0        | 1        | 0     | 0        | 5     | 5        | 9.64     | 2.57    |
| 通算：9年 | 通算：9年 | 252   | 0     | 0     | 0     | 0        | 8     | 3     | 2        | 49          | .727  | 910   | 214.0    | 210      | 15          | 70       | 9     | 8        | 174      | 7     | 1        | 83    | 77       | 3.45     | 1.31    |

### 年度別守備成績
| 年 度 | 球 団    | 投手  | 投手  | 投手  | 投手  | 投手  | 投手     |
| 年 度 | 球 団    | 試 合 | 刺 殺 | 補 殺 | 失 策 | 併 殺 | 守 備 率 |
| ----- | -------- | ----- | ----- | ----- | ----- | ----- | -------- |
| 2013  | 巨人     | 3     | 0     | 1     | 0     | 0     | 1.000    |
| 2016  | 巨人     | 12    | 0     | 1     | 0     | 0     | 1.000    |
| 2017  | 日本ハム | 41    | 1     | 8     | 0     | 0     | 1.000    |
| 2018  | 日本ハム | 57    | 1     | 10    | 0     | 0     | 1.000    |
| 2019  | 日本ハム | 61    | 4     | 10    | 1     | 1     | .933     |
| 2020  | 日本ハム | 29    | 3     | 4     | 0     | 0     | 1.000    |
| 2021  | 日本ハム | 10    | 1     | 2     | 0     | 0     | 1.000    |
| 2021  | 西武     | 14    | 1     | 2     | 0     | 0     | 1.000    |
| '21計 | 西武     | 24    | 2     | 4     | 0     | 0     | 1.000    |
| 2022  | 西武     | 18    | 0     | 0     | 0     | 0     | ----     |
| 2023  | 西武     | 7     | 0     | 0     | 0     | 0     | ----     |
| 通算  | 通算     | 252   | 11    | 38    | 1     | 1     | .980     |

### 記録
初記録
- 初登板：2013年9月25日、対東京ヤクルトスワローズ19回戦（明治神宮野球場）、6回裏に3番手で救援登板、1回無失点
- 初奪三振：同上、6回裏に上田剛史から空振り三振
- 初勝利：2017年6月14日、対中日ドラゴンズ2回戦（ナゴヤドーム）、11回裏に7番手で救援登板、1回無失点[113]
- 初ホールド：2017年9月21日、対福岡ソフトバンクホークス25回戦（札幌ドーム）、7回表無死に3番手で救援登板、1/3回無失点
- 初セーブ：2019年4月10日、対福岡ソフトバンクホークス2回戦（福岡ヤフオク!ドーム）、11回裏二死に7番手で救援登板・完了、1/3回無失点

その他の記録
- 初登板からの連続登板試合無敗記録：182試合（2013年9月25日 - 2020年7月9日）※プロ野球記録[67]

### 背番号
- 57（2013年 - 2016年）
- 49（2017年 - 2021年8月11日）
- 23（2021年8月12日 - 2023年）
- 109（2024年 - ）

### 登場曲
- 「紅空」lecca（2013年）
- 「獅子奮陣」lecca（2015年）